# Металопротеази
Металопротеази (англ. Metaloproteinase) — це клас ферментів, які використовують зв’язані з білком іони металів і скоординовують молекулу води для каталізації приєднання води до пептидного зв’язку. Протеази необхідні для виживання всіх живих істот і кодуються близько 2% генів у всіх організмів. Вони є виключно важливою групою ферментів у біології, медичних дослідженнях і біотехнологіях. Наразі класифіковано понад 50 родин металопротеаз. Вони беруть участь у загоєнні ран, ангіогенезі та метастазуванні пухлинних клітин.
У випадку металопротеаз металом, який найчастіше зустрічається, є цинк. Проте використовуються також марганець, кобальт і залізо. Іон металу координується з білком лігандами амінокислот. Відомими металевими лігандами є гістидин (His), глутамін (Glu), аспаргінова кислота (Asp) або лізин (Lys).

## Класифікація
В даний час їх часто називають протеазами, протеїназами і пептидазами, взаємозамінними способами. Існує два способи класифікації металопротеаз:
- Металоендопептидази
- Металоекзопептидази

Металоекзопептидази розщеплюють одну або кілька амінокислот від N- або C-кінця поліпептиду, тоді як ендопротеази діють на поліпептидний ланцюг зсередини.
Амінопептидази та карбоксипептидази діють на N- та C-кінець поліпептиду відповідно, зазвичай відщеплюючи одну амінокислоту за раз, але деякі здатні видаляти дві (дипептидилпептидази) або три (трипептидилпептидази) амінокислоти одночасно. Ці ферменти часто класифікують відповідно до їх загального типу механізму, коли стає доступною структурна/функціональна інформація.
У металопротеаз металом, який найчастіше зустрічається, є цинк. Однак марганець, кобальт і залізо також спостерігаються в окремих випадках. Протеази часто називають відповідно до певного фізіологічного субстрату, який вони гідролізують. Наприклад, ангіотензин-перетворювальний фермент (АПФ-І) — це металопротеаза цинку, яка відщеплює С-кінцевий дипептид від ангіотензину І з утворенням потужного вазопресору, октапептиду, ангіотензину II, і інактивує брадикінін шляхом послідовного видалення двох дипептидів з його С-кінця. Роль цього ферменту в контролі артеріального тиску та водно-сольового обміну була виявлена шляхом використання потужних інгібіторів його дії. Його також визначають як цинкдипептидилкарбоксипептидазу. Фактор некрозу пухлини-альфа (TNF-альфа) - це цитокін, який індукує захисні запальні реакції та вбиває пухлинні клітини. Розчинний TNF-альфа вивільняється з мембранозв’язаного попередника за допомогою мембранно-закріпленої протеїнази, ідентифікованої як мультидоменна металопротеїназа і називається TNF-альфа-перетворюючим ферментом (TACE). Цей фермент також називають дезінтегриноподібним і металопротеїназним  (ADAMS). Часто така класифікація на основі субстрату вимагає дуже загального терміну, коли специфічність субстрату відома лише в загальних термінах, наприклад, матрична металопротеїназа (ММР).

## Механізм дії
У цих ферментах двовалентний катіон, як правило, цинк, активує молекулу води. Іон металу утримується на місці амінокислотними лігандами, зазвичай трьома. Відомими металевими лігандами є гістидин, глутамат, аспартат або лізин, і для каталізу необхідний принаймні один інший залишок, який може відігравати електрофільну роль. З відомих металопротеаз приблизно половина містить сайт HEXXH, який, як показали кристалографічні дослідження, є частиною  зв’язування металу.  Сайт НЕХХНє відносно поширеним, але його можна чіткіше визначити для металопротеаз як «abXHEbbHbc», де «a» найчастіше є валіном або треоніном і є частиною субсайту S1 у термолізині та неприлізині, «b» — незаряджений залишок, а « c- гідрофобний залишок.  Пролін ніколи не зустрічається в цьому місці, можливо тому, що він порушить спіральну структуру, прийняту цим мотивом у металопротеазах.
Металом, який міститься в більшості металопротеаз, є цинк. Таким чином, функція цих ферментів пов’язана з хімічним складом цинку, який є досить різноманітним. Він має чудово адаптовану координаційну сферу, яка дозволяє вміщувати широкий діапазон координаційних чисел і геометрій при формуванні комплексів. Якщо цинк зберігає позитивний заряд після лігування з бічними ланцюгами білка, він може діяти як кислота Льюїса в каталізі. Якщо зв’язана з цинком вода перетворюється на гідроксид, центр цинку може діяти як основа або нуклеофіл у каталізі. У цьому сенсі каталітичні центри цинку є амфотерними. Окислювально-відновні властивості сусідніх перехідних металів є основною причиною їх швидкості обміну лігандів, амфотерних властивостей і координаційної геометрії. Оскільки цинк  не має властивостей окислення/ відновлення, таким чином забезпечуючи стабільні види іонів металу в біологічному середовищі, чий окисно-відновний потенціал постійно змінюється. Зараз існує близько шести десятків рентгенівських дифракційних та ядерно-магнітного резонансу (ЯМР) структур окремих металопротеаз.

## ADAMS металопротеїнази
ADAM є трансмембранними білками, які беруть участь у протеолізі та клітинній адгезії. Було ідентифіковано 40 генів сімейства, з яких 21 вважається функціональним у людини. Основними субстратами для протеаз є ектодомени інших трансмембранних білків. Ці субстрати включають форми-попередники факторів росту, цитокіни, рецептори факторів росту, рецептори цитокінів і кілька різних типів молекул адгезії. Незважаючи на те, що змінена експресія специфічних ADAM пов’язана з різними захворюваннями, їх найкраще задокументована роль полягає у формуванні та прогресуванні раку.
ADAM експресуються у множинних сплайс-формах. Наприклад, ADAM22, ADAM29 і ADAM30 мають дві-три форми, які відрізняються довжиною своїх цитоплазматичних хвостів. В інших випадках альтернативний сплайсинг виробляє білки з помітно іншою активністю. Наприклад, ADAM12 має дві форми сплайсингу: одна, яка називається L, виробляє мембранно-зв’язаний білок, інша, яка називається S, розходиться трохи вище трансмембранного домену, що призводить до більш короткої форми, яка виділяється з клітини. Недавні дослідження показують, що ADAM12-S має функціональну активність розщеплення білка IGFBP-3 та IGFBP-5. Оскільки ADAM12 надмірно експресується під час вагітності, можливо, ADAM12-S відповідає за збільшення кількості IGF у крові під час вагітності через протеоліз IGFBP. Альтернативний сплайсинг ADAM28 дає ізоформи з різними моделями субклітинної локалізації та тканинної експресії. Мишачий ADAM28 може мати три форми: дві більші, які, за прогнозами, кодують білки, закріплені на мембрані та експресуються в придатку яєчка та легенях, а також меншу, яка кодує секретований білок із специфічною для яєчка експресією. Тим часом ADAM28 людини має дві форми. У цьому випадку секретована форма переважно експресується в селезінці, тоді як пов’язана з мембраною форма є специфічною для лімфатичних вузлів.
Доведено також, що ADAM відіграють роль у виникненні раку, включаючи ADAM9, ADAM10, ADAM12, ADAM15 і ADAM17. Два з ADAM, тобто ADAM10 і 17 сприяють прогресуванню раку шляхом вивільнення лігандів HER/EGFR. Вивільнені ліганди активують передачу сигналів HER/EGFR, що завершується збільшенням клітинної проліферації, міграції та виживання. Відповідно до причинної ролі в раку, кілька ADAM з’являються як потенційні біомаркери раку для допомоги в діагностиці раку та прогнозуванні результату для пацієнта. Крім того, було показано, що ряд селективних інгібіторів ADAM, особливо проти ADAM10 і ADAM17, мають протиракову дію.

## Матриксні металопротеїнази
Матричні металопротеїнази (ММР), також відомі як матриксини, належать до групи цинкзалежних білків, які, як вважають, відіграють центральну роль у розпаді позаклітинного матриксу. Колаген, еластин, желатин і казеїн є основними компонентами, які розщеплюються MMP. Розпад цих компонентів важливий для багатьох фізіологічних процесів, таких як ембріональний розвиток, морфогенез, розмноження, резорбція та ремоделювання тканин. ММП також беруть участь у таких патологічних процесах, як артрит, рак, серцево-судинні та неврологічні захворювання. Експресія генів матриксину транскрипційно регулюється цитокінами, факторами росту, гормонами, клітинною трансформацією та рядом інших клітинних медіаторів. У людей 16 представників цієї родини були ідентифіковані шляхом клонування та секвенування. Ці протеїнази пов’язані ядром загальних доменних структур і їхнім зв’язком із сімейством інгібіторів протеїназ, які називаються тканинними інгібіторами металопротеїназ (TIMP). Чотири члени сімейства TIMP були клоновані та секвеновані в організмі людини, і вони інгібують MMP шляхом утворення міцних нековалентних асоціацій з активним сайтом MMP. MMP полегшують інвазію пухлинних клітин і метастазування принаймні трьома різними механізмами.
Нещодавно було показано, що ММР-3, ММР-7, ММР-9 і ММР-12 можуть генерувати ангіостатин з плазміногену, що вказує на те, що їх експресія в навколопухлинній області може фактично обмежувати ангіогенез і, таким чином, пригнічувати ріст пухлини та вторгнення.

## Інгібування металопротеази
Інгібування можна здійснити одним із трьох способів: (1)витіснення води інгібітором, який зв’язується з металом (2) видалити метал або (3) зв’язати комплекс гідроксиду металу з каталітичним металом і залишком активного центру. Інгібітори розроблені так, щоб мати як структурну специфічність для активного центру, так і бойову головку, яка буде зв’язуватися з каталітичним металом. Специфічність включена по обидві сторони ліганду, що зв'язує метал. Популярними боєголовками є гідроксамати, тіолати та фосфорильні групи як хелатні ліганди. Групи карбоксиалкілу та фосфінової кислоти використовуються як перехідний стан або тетраедричні проміжні імітатори.Також повинна бути можливість пригнічувати протеази цинку шляхом видалення металу. Це часто не дуже специфічно, і багато звичайних хелаторів, таких як етилендіамінтетраоцтова кислота (EDTA), неефективні. Однак Д-пеніциламін, препарат, який використовується для лікування хвороби Вільсона та ревматоїдного артриту, як було показано, каталізує вивільнення цинку з CPDA. У присутності іншого хелатора-акцептора, такого як EDTA або фізіологічного хелатора, тіонеїн (апо-металлотіонеїн), гальмування досить потужне. З фізіологічної точки зору такий механізм інгібування був би по суті незворотним, враховуючи низькі рівні вільного цинку, які, як вважають, присутні в організмі.
Тканинні інгібітори металопротеїназ (TIMP) є білками природного походження, які спеціально інгібують матриксні металопротеїнази, таким чином підтримуючи баланс між руйнуванням і утворенням матриксу. Дисбаланс між MMP та пов’язаними TIMP може відігравати значну роль в інвазивному фенотипі злоякісних пухлин. Було показано, що TIMP-1 пригнічують індукований пухлиною ангіогенез в експериментальних системах. TIMP, ймовірно, непридатні для фармакологічного застосування через їх короткий період напіввиведення in vivo. Батимастат (BB-94) і маримастат (BB-2516) є синтетичними, низькомолекулярні інгібітори ММР. Вони мають гідроксаматну структуру, що імітує колаген, що полегшує хелатування іонів цинку в активному центрі MMP. Ці сполуки сильно та специфічно пригнічують ММП. Батимастат був першим синтетичним інгібітором MMP, дослідженим на людях із пізніми злоякісними новоутвореннями, але його корисність була обмежена надзвичайно поганою розчинністю у воді, що вимагало внутрішньоочеревинного введення препарату у вигляді емульсії миючого засобу. Марімастат відноситься до другого покоління інгібіторів MMP. На відміну від батиматуса, маримастат доступний перорально. Обидва ці агенти зараз проходять випробування I/II фази в США, Європі та Канаді.